# Місто темряви
Місто темряви (англ. City of Darkness) — фантастичний роман—антиутопія американського письменника Бена Бови.

## Історія
Вперше видано у 1976 році видавництвом «Tor Books». Друге видання вийшло 1982 році в видавництві «Berkley Books».

## Сюжет
Найближче майбутнє. Заможні громадяни США живуть у чистих, сучасних передмістях і сільських поселеннях під назвою «Урочища», кожен із яких зосереджений навколо торгового центру, офісів, де працюють мешканці вокзалу та підземки. Вони закриті куполом, який захищає від неякісного навколошнього середовища. Через 20 років створення Урочищ сюди переселено усе населення. Колишні міста порожніють.
Життя мешканців Урочищ є постійною гонитвою за грошима. Разом з тим для кожного є обов'язковим здоровий спосіб життя, певна дієта, спорт і 8-годинний сон. Автомобі лише електричні. Навіть погода контролюється так, щоб дощ випадав лише під час нічної комендантської години. Тільки три міста, серед них Нью-Йорк, щороку тимчасово відкриваються для туристів (під охороною поліції), хоча і з обмеженнями. В Нью-Йорку внаслідок хаосу серед людей, що намагалися перебратися під купол залишилося близько 2 тис. осіб, яких оголошено мертвими. Тому вони не мають можливості працевлаштуватися, внаслідок чого поділилися на банди, що борються за виживання. Спроба перестрибнути через турнікети для потрапляння під купол призводить до відправлення до сумнозвісної міської в'язниці «Гробниці».
Підліток Рон Морган з Мангеттену життя тут вважає нудним. Оскільки Рон отримав хороші бали на національних іспитах, його батько бажає, що той повинен вступити до коледжу Гетті та займатися родинним бізнесом. Але Рон воліє зробити кар'єру в науці та техніці, що гніває його батька. Напруження зростає. Рон заявляє, що Нью-Йорк кличе його після того, як одного разу відвідав його разом з батьком. У нього 10 місяців, щоб знайти роботу.
Зрештою погиркавшись з батьком, Рон їде останнім повітряним потягом з Мангетену до власне Нью-Йорка. Щоб злитися з натовпом він змінює свій передміський одяг з прямими шнурками на шкіряний. Тут немає ані поліції, ані медичної допомоги, ані законів і обмежень, окрім тих, що нав'язані жорсткими вуличними бандами. Знайомиться з дівчиною на ім'я Сільвія, яка повідомляє, що живе у місті постійно. Невдовзі вступає у протистояння з членом банди Діно. Наприкінці літа останній викрадає в Рона гроші та посвідчення особи.
Без грошей та посвідчення особи Рон виявляє, що не може виїхати з міста. В цей час брама і купол зачиняється. Сільвія дає Рону сік з наркотиками, внаслідок чого той втрачає можливість повернутися до себе. Завдяки Сільвії долучається до однієї з «білих банд» Ела (відома як банда Грамерсі), що протистоїть банді «чорних мусульман» (відома як «супербанда», оскільки об'єднала усі банди латиноамериканців і афроамериканців). Рон використовує свої знання х техніки, чим піднімає свій статус, оскільки майстрів в Нью-Йорку обмаль. Більшість населення час від часу зустрічається у місці відомому як «чорний ринок».
Діно внаслідок сварки переходитьдо іншої білої банди «Челсі», який допомагає знищити «Грамерсі». Рона рятують члени чорної банди, які довідалися про його навички. Тут Рон дізнається, що Тіммі Джим, ватажок «чорної банди», планує об'єднати всі банди в Нью-Йорку і напасти на Урочище. Одного весняного дня з'являється Сільвія, яка розповідає, що Діно мертвий, і повертає Рону ключі, кредитну картку та посвідчення особи. Після того, як місто знову відкрилося, Рон встигає втекти, але його переслідує Тіммі Джим. Зрештою Тіммі Джим співчуває Рону і відпускає його. Але Рон зрозумів, що він не повернув собі свободу, а ось-ось повернеться в інший світ із власним способом рабства. Він вирішує відкрити людям очі на біду, в якій живуть люди в Нью-Йорку, і боротися з системою, яка цьому потурає.

## Тема
- проблеми соціального розшарування
- питання захисту довкілля
- расова нерівність

## Критика
Роман спрямований на юнацьку та молодіжну читацьку аудиторію. За своїм стилем є захоплюючим, події не розтягнуті у часі. Його картина майбутнього Нью-Йорка жахлива. Водночас є попередженням людству, що потрібно змінюватися.
Разом з тим сюжет лінійний, без істотних поворотів. Персонажі здаються схожими захарактером і вдачею, зокрема два члени банди Ел і Діно діють майже однаково. На думку низки критиків, автор не має жодного реального уявлення про расові проблеми свого часу, і зображення мусульманської банди виглядає як свого роду «доброзичливий расизм»: присутність расових стереотипів навіть при щирій спробі зобразити не білих позитивно.